# Roberto de las Carreras
Roberto de las Carreras (Montevideo, 1873-1963) fue un poeta, dandi y diplomático uruguayo.

## Biografía
Fue hijo bastardo, condición que exaltó a lo largo de su tumultuosa vida, en una sociedad pacata y llena de convencionalismos. Fue hijo natural de don Ernesto de las Carreras, secretario del Gral. Leandro Gómez, y de doña Clara García de Zúñiga, una descendiente de patricios, heredera de una inmensa fortuna.
Representante de la Generación del 900, con su poema Al lector (1894) marcó el inicio de una época literaria. A partir de 1900, conjuntamente con Julio Herrera y Reissig condujeron reuniones literarias desde el ático de la mansión familiar de éste en Montevideo.  
A inicios del siglo XX se desempeñó como cónsul uruguayo en Paranaguá, Brasil. Tras dilapidar su fortuna, transcurrió sus últimos cincuenta años de vida sumido en la demencia. Sus restos se encuentran sepultados en el Cementerio Central de Montevideo.

## Selección de obras
Poesía
- Al lector
- En onda azul…
- Diadema fúnebre
- Don Juan
- La visión del Arcángel
- La Venus celeste
- El cáliz

Prosa
- Amigos (novela)
- Sueño de Oriente
- Amor libre, interviews voluptuosas con Roberto de las Carreras
- La crisis del matrimonio
- Yo no soy culpable
- Psalmo a Venus Cavalieri

## En ficción
- Milton Schinca escribió Boulevard Sarandí, sobre la vida de De las Carreras. Esta obra fue llevada al teatro en 1973 por Armando Halty.

## Traducciones
- Carreras, Roberto de las. Álbum de confissões/En un álbum de confesiones. Trad. de Gleiton Lentz. Cómics de Aline Daka. (n.t.) Revista Literária em Tradução, n. 6, mar. 2013, pp. 338-342. http://www.notadotradutor.com/comics.html